# سیو دانگ مایانگ
سیو دانگ مایانگ (انگلیسی: Seo Dong-myung؛ زادهٔ ۴ مهٔ ۱۹۷۴) یک بازیکن فوتبال اهل کره جنوبی است.
وی همچنین در تیم‌های ملی فوتبال کره جنوبی کره جنوبی کره جنوبی بازی کرده‌است.